# Julien Banckaert
Pour les articles homonymes, voir Banckaert.
Julien Banckaert, né le 26 janvier 1847 à Bruges (Belgique) et décédé le 30 avril 1924 à Kisantu (Congo) était un prêtre jésuite belge, missionnaire au Bengale (Inde) puis au Congo où, de 1903 à 1911, il fut préfet apostolique de la nouvelle mission du Kwango.

## Biographie
Né à Gand, Julien Banckaert y accomplit ses études secondaires avant d'entrer au grand séminaire avant d'être ordonné prêtre le 3 juin 1871. Il enseigne quelques années à Torhout avant d’entrer chez les Jésuites et de commencer son noviciat à Tronchiennes, près de Gand, le 27 septembre 1875.

### Missionnaire au Bengale
Un an après la fin de son noviciat, en 1878, il est envoyé en Inde où il enseigne au collège Saint-Xavier de Calcutta. Il y survit à une grave attaque de paludisme cérébral en juillet 1879.
En 1880 Banckaert est envoyé à Morapai, un poste missionnaire dans les Sunderbans, au sud de Calcutta. En 1883, comme supérieur local, il est particulièrement actif à organiser les écoles et contribuer à un sérieux travail d’alphabétisation. Tout est compromis en 1888 lorsqu’un cyclone tropical particulièrement dévastateur endommage sérieusement les bâtiments, ruine les cultures et cause des inondations. Toutes les ressources de Banckaert passent alors à soulager les victimes de la grave famine causée par le cyclone.
Le 27 avril 1893, Banckaert est nommé Supérieur de la Mission jésuite au Bengale.

### Missionnaire au Congo
En juin 1901, lors d’un voyage en Europe il est demandé au père Banckaert de placer son expérience missionnaire au service de la nouvelle mission du Kwango (aujourd'hui diocèse de Kikwit), au Congo belge. Il y part la même année et, le 22 avril 1902, il succède au père Émile Van Hencxthoven comme directeur de la mission. Le 26 janvier 1903, Banckaert est élu préfet apostolique du Kwango, premier à occuper cette fonction. Il le restera neuf ans.
Dès l’année suivante, Banckaert doit faire face à une campagne de dénigrement de l’enseignement fourni dans les missions catholiques du Congo, particulièrement acharnée contre les Jésuites du Kwango et l’œuvre des ‘fermes-chapelles’.  Banckaert y répond de manière documentée (1905). Cependant cela ne satisfait pas la commission gouvernementale d’enquête. À contrecœur il doit supprimer les ‘fermes-chapelles’.
Banckaert perd plusieurs collaborateurs dont le fondateur de la mission, Émile Van Hencxthoven (en 1906) et voit ses communautés chrétiennes décimées par les terribles ravages de la maladie du sommeil. Apprenant la découverte de l’Atoxyl, avec l’aide du père Hyacinthe Vanderyst (1860-1934), il s’empresse d’organiser une vigoureuse offensive médicale contre le fléau qui est combattu avec succès. 
Le 13 décembre 1911 il cède le poste de préfet apostolique au père Stanislas Devos. Banckaert reste à Wombali comme supérieur local des Jésuites (1911-1921). Sa santé déclinant peu-à-peu il est transféré à Kisantu où il passe les trois dernières années de sa vie. Julien Banckaert meurt le 30 avril 1924.